# Pařížský syndrom

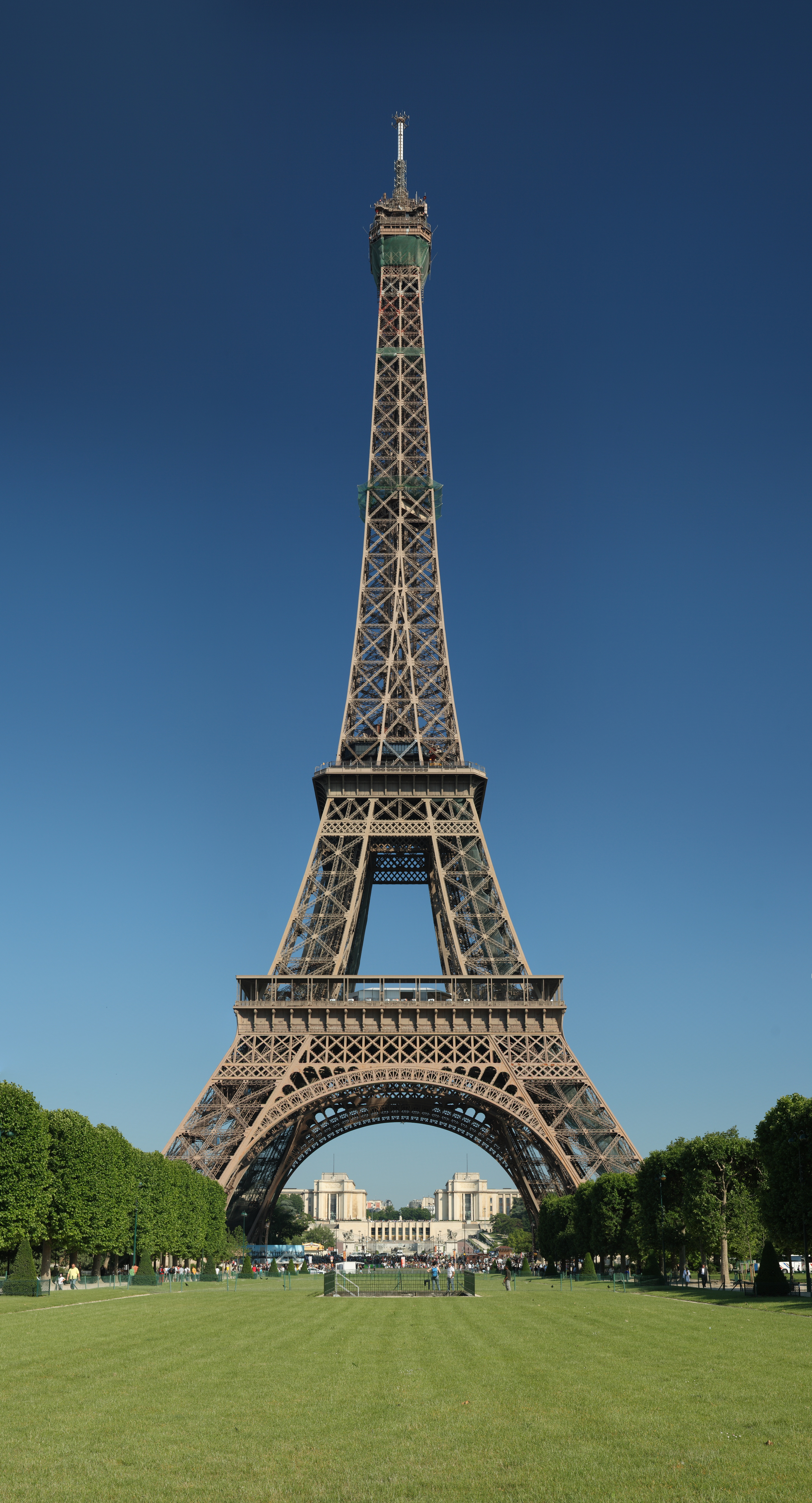
Eiffelova věž – symbol Paříže

Pařížský syndrom je přechodná psychická porucha, postihující některé osoby, které navštíví Paříž, obecněji Francii nebo Španělsko. Je v podstatě obdobný jeruzalémskému a Stendhalovu syndromu. Zvláště náchylní jsou k syndromu návštěvníci z Japonska. Tato skutečnost byla poprvé publikována ve francouzském psychiatrickém časopise Nervure v roce 2004. Z odhadovaných 8,8 miliónů zahraničních návštěvníků, kteří za rok (2009) navštíví Paříž, je významný počet hlášených případů na japonském velvyslanectví ve Francii, kdy je tímto syndromem ročně postiženo asi dvacet japonských turistů. Citlivost Japonců může být spojena s popularitou Paříže v japonské kultuře, především převládající idealizovaný obraz Paříže v médiích, který neodpovídá realitě. Nicméně určité zklamání a frustraci zažívají během návštěvy i turisté z jiných zemí.

## Obecná charakteristika
Pařížský syndrom je charakterizován řadou psychiatrických symptomů jako jsou bludy, halucinace, pocity pronásledování (dojem, že dotyčný je obětí předsudků, agrese nebo nepřátelství), derealizace, depersonalizace, úzkost, ale i psychosomatické projevy jako jsou závrať, tachykardie, pocení atd. Klinický obraz je nicméně velmi variabilní, jeho společnou charakteristikou je, že se vyskytuje během cest, kdy se cestující setkává s věcmi, které dříve nezažil, které neočekává. Příznaky, které neexistovaly před cestou, opět zmizí po návratu do známého prostředí.

## Spouštěče
Základními faktory, které spouštějí syndrom, podle autorů článku jsou:
- Jazyková bariéra – jen málo Japonců hovoří francouzsky a naopak. Neznalost jazyka je hlavní příčinou. Kromě zjevných rozdílů mezi francouzštinou a japonštinou je zde mnoho každodenních frází a idiomů, které, zbaveny svého významu a obsahu, zvyšují zmatek při přímém kontaktu s Francouzi.
- Rozdíly v kulturní identitě – velké odlišnosti jsou nejen v jazyce, ale také ve zvycích a společnosti. Francouzi komunikují více na neformální úrovni ve srovnání s přísně formální japonskou kulturou, což je pro některé japonské návštěvníky velký problém.
- Idealizovaný obraz Paříže – někteří jednotlivci nejsou schopni uvést do souladu rozdíly mezi populárním virtuálním obrazem Paříže a syrovou realitou.
- Fyzické vyčerpání – vynaložený čas a energie, ať už na služební cestě nebo na dovolené a snaha stihnout velké množství památek a zážitků během krátkého pobytu v Paříži, spolu s účinky pásmové nemoci přispívá rovněž k psychické destabilizaci některých návštěvníků.

## Historie
Profesor Hiroaki Ota, japonský psychiatr působící ve Francii, je považován za prvního vědce, který v roce 1986 nemoc diagnostikoval. Pozdější práce Youcefa Mahmoudia, lékaře z nemocnice Hôtel-Dieu, naznačuje, že Pařížský syndrom je psychopatologický jev týkající se spíše cesty, než cestujícího. Domnívá se, že vzrušení vyplývající z návštěvy Paříže způsobuje zrychlení srdeční činnosti. Ta způsobuje závratě a dušnost, což má za následek halucinace obdobně jako u Stendhalova syndromu.